# Trittame kochi
Trittame kochi is een spinnensoort uit de familie Barychelidae. De soort komt voor in Queensland.